# گل‌کوب پهلوزرد
گل‌کوب پهلوزرد (نام علمی: Dicaeum aureolimbatum) نام یک گونه از سرده گل‌کوب‌های اصلی است.